# 맨체스터 모나크스 (ECHL)
| 맨체스터 모나크스 | |
| 콘퍼런스          | 동부 콘퍼런스 |
| 디비전            | 노스 디비전 |
| 설립연도          | 1993년 |
| 해체연도          | |
| 역사              | 헌팅턴 블리자드 (1993년~2000년) 텍사스 와일드캐터스 (2003년~2008년) 온타리오 레인 (2008년~2015년) 맨체스터 모나크스 (2015년~현재) |
| 경기장            | SNHU 아레나 |
| 연고지            | 뉴햄프셔주 맨체스터 |
| 상징색            | 검정, 회색 |
| 구단주            | 앤슈츠 엔터테인먼트 그룹 |
| 단장              | 저스틴 캠프 |
| 감독              | 리차드 실리 |
| NHL 제휴          | 로스앤젤레스 킹스 |
| AHL 제휴          | 온타리오 레인 |
| 정규시즌 우승     | - |
| 콘퍼런스 우승     | - |
| 디비전 우승       | 6 (2008, 2009, 2012, 2012, 2015, 2016)                                                                                            |
| 켈리 컵           | - |
| 영구 결번         | - |

맨체스터 모나크스(Manchester Monarchs)는 미국 뉴햄프셔주 맨체스터를 연고지로 하는 ECHL의 동부 콘퍼런스 노스 디비전 소속 아이스 하키팀이다.

## 역대 홈경기장
| 맨체스터 모나크스 |             |          |                     |                                            |
| 경기장            | 사용기간    | 수용인원 | 장소                | 비고                                       |
| SNHU 아레나       | 2015년~현재 | 9,852명  | 뉴햄프셔주 맨체스터 | 버라이즌 와이어리스 아레나 (2015년~2016년) |